# Vilibald Mildschuh (politik)
Vilibald Mildschuh (24. června 1834 Uherské Hradiště – 14. prosince 1896 Kroměříž) byl rakouský a český právník a politik z Moravy, v 2. polovině 19. století poslanec Říšské rady a Moravského zemského sněmu.

## Biografie
Profesí byl advokátem. Působil v Kroměříži a Přerově. Byl veřejně a politicky aktivní. Patřil k předákům českého politického tábora v komunální politice v Kroměříži a podílel se na převzetí městské samosprávy do českých rukou. Zasedal v městské radě. Spolu s JUDr. Janem Kozánkem a dalšími kroměřížskými vlastenci zakládá v roce 1863 pěvecko-hudební spolek Moravan. Podporoval české školství a zasloužil se o vznik českojazyčného kroměřížského gymnázia roku 1882.
V prvních zemských volbách v roce 1871 byl zvolen na Moravský zemský sněm za kurii venkovských obcí, obvod Kroměříž, Kojetín, Přerov, Zdounky. Mandát obhájil i v druhých zemských volbách onoho roku. Roku 1872 byl zbaven mandátu.
Byl i poslancem Říšské rady (celostátního parlamentu), kam usedl v prvních přímých volbách roku 1873 za kurii venkovských obcí, obvod Kroměříž, Přerov, Prostějov atd. Slib složil 21. ledna 1874. V roce 1873 se uvádí jako advokát, bytem Kroměříž. Patřil k Národní straně (staročeské).
Zemřel v prosinci 1896 v Kroměříži v domě v Jánské ulici č.p. 26. Poté byl pohřben na katolickém hřbitově v Uherském Hradišti. V roce 1978 byly jeho pozůstatky spolu s pozůstatky jeho ženy Anny Marie vyzvednuty a na žádost rodiny převezeny na hřbitov v Kroměříži. Jeho syn Vilibald Mildschuh (1878–1938) byl známým ekonomem a statistikem.